# Occidenchthonius mateui
Espèce
Occidenchthonius mateui est une espèce de pseudoscorpions de la famille des Chthoniidae.

## Distribution
Cette espèce est endémique d'Andalousie en Espagne. Elle se rencontre dans la grotte Sima de la Fractura à Hornos.

## Description
Le mâle holotype mesure 1,52 mm, les mâles mesurent de 1,52 à 1,69 mm et les femelles de 1,58 à 1,78 mm.

## Étymologie
Cette espèce est nommée en l'honneur de Joaquim Mateu i Sanpere (1921–2015).

## Publication originale
- Zaragoza, 2017 : Revision of the Ephippiochthonius complex in the Iberian Peninsula, Balearic Islands and Macaronesia, with proposed changes to the status of the Chthonius subgenera (Pseudoscorpiones, Chthoniidae). Zootaxa, no 4246(1), p. 1–221.